# Privatizace manželství
Privatizace manželství je teoreticky navrhovaný model, v němž by stát nijak nezasahoval do uzavírání manželství. Právní náležitosti svého manželství by si manželé, pokud by si to přáli, mohli upravit formou právně vymahatelné soukromoprávní smlouvy, jejíž podmínky (vzájemná práva a povinnosti, společné jmění manželů, náležitosti rozvodu apod.) by si mohli stanovit sami podle svých názorů a potřeb nezávisle na jakékoli státní instituci. Role státu by se omezovala na případné rozhodování sporů a v některých modelech také na registraci manželských smluv, podobně jako tomu je u jiných druhů smluv. Privatizované manželství by nevylučovalo, ale ani nevyžadovalo uspořádání svatebního obřadu v rámci církve nebo jiné instituce.
Zastánci privatizace manželství, k nimž patří někteří konzervativci, libertariáni, minarchisté, anarchisté i stoupenci feminismu, jsou toho názoru, že partnerské vztahy jsou nejlépe regulovány samotnými jednotlivci a nikoli státem. Privatizace manželství by podle nich představovala optimální řešení kontroverzí spojených s legislativním postavením minoritních forem partnerských vztahů, jako je stejnopohlavní manželství.
V českém prostředí se pro privatizaci manželství vyslovil sociolog Marek Loužek v článku Privatizujme manželství z roku 2006.

## Argumenty pro
Zastánci privatizace manželství argumentují větší pružností takového systému, v němž by si manželé mohli stanovit náležitosti manželství, jak by vyhovovaly právě jim, a nebyli vázáni „zglajchšaltovanými“ (one-size-fits-all) obecnými ustanoveními, která pro jejich konkrétní situaci nemusejí být vhodná. Snahu státu taková pravidla stanovovat vnímají jako nepřípustný zásah do soukromého života občanů. Upozorňují také na to, že manželství bylo historicky chápáno (a v kanonickém právu je stále chápáno) jako soukromoprávní smlouva spojená s náboženským rituálem; občanský sňatek byl zaveden až v relativně nedávné minulosti – privatizace manželství tak není prezentována jako revoluce, ale spíše jako návrat k původnímu chápání manželství. Poměrně často je poukazováno i na to, že privatizace manželství by představovala „elegantní“ řešení kontroverzí spojených se stejnopohlavním manželstvím: o tom, kdo s kým může vstupovat do manželství, by rozhodovali pouze sami manželé a stát by do toho nemohl a nemusel zasahovat.
V roce 1997 publikoval David Boaz, výkonný viceprezident libertariánského think tanku Cato Institute, v časopise Slate článek „Privatizujte manželství: jednoduché řešení debaty o stejnopohlavních manželstvích“ (Privatize Marriage: A Simple Solution to the Gay-Marriage Debate). Boaz navrhuje manželství uzavírat po vzoru soukromoprávních smluv: dva lidé, případně i více lidí, by si stanovili svá práva a povinnosti v manželství způsobem, jaký všem zúčastněným vyhovuje nejlépe. „Pokud se manželství dotýká dětí nebo velkých sum peněz, je pravděpodobně rozumné mít právně vymahatelnou smlouvu vymezující práva a povinnosti obou stran. Existence a detaily takové smlouvy by ale měly záležet na smluvních stranách.“ Manželé by si díky tomu mohli stanovit pravidla, jaká vyhovují jim, a nebýt vázáni jediným modelem definovaným pro všechny. „Pokud by manželé měli zájem o tradiční uspořádání, kdy jeden z nich zajišťuje obživu a druhý péči o domácnost, s konkrétními pravidly vlastnictví a výživného v případě rozvodu, mohli by je mít. Méně tradiční páry by si jmění mohly ponechat oddělená a dohodnout se na sdílení konkrétních výdajů.“ Smluvní strany by mohly žádat stát o rozhodování sporů a vymáhání závazků plynoucích ze smlouvy, ale stát by podle Boaze neměl hrát žádnou roli v jejím uzavírání, podobně jako je tomu například u kupní smlouvy.
Stejný názor vyslovila v roce 2002 feministka a anarchokapitalistka Wendy McElroy v článku „Je čas privatizovat manželství“ (It's Time to Privatize Marriage), kde říká: „Manželství by mělo být privatizováno. Ať si lidé uzavírají své vlastní svatební smlouvy ve shodě se svým svědomím, náboženstvím a zdravým rozumem. Tyto smlouvy by mohly být státem registrovány, uznávány za legální a spory by mohly být rozhodovány soudy, ale jejich podmínky by si stanovili zúčastnění. […] Proč je manželství v úpadku? Jedním z důvodů je, že to je smlouva mezi třemi stranami, dvěma lidmi a vládou.“
Libertarián Ryan McMaken v roce 2003 poukázal na to, že institut civilního manželství historicky souvisel s posilováním role státu: „Otázkou, před níž dnes stojíme, je, zda by církve a jednotlivci měli znovu usilovat o privatizaci manželství a začít rozlišovat mezi sekulárními smlouvami mezi soukromými občany a náboženskými svazky, které jsou mimo autoritu státu. Takový posun by samozřejmě přinesl nový pohled na roli státu v otázkách rozvodu, dětí a jiných aspektů rodinného života. Stát se kontroly nad těmito věcmi nevzdá snadno, protože tvrzení, že důležitost manželství je činí legitimním předmětem zájmu státu, je pravdivé jenom z pohledu státu samotného, protože manželství a rodina jakožto základ společnosti nemohou být svěřeny vládám a stát se třtinou ve větru demokratického mínění, protože stejná vláda, která má moc chránit, může stejně snadno ničit.“
Konzervativec Laurence Allen Elder v článku „Stát by měl zmizet z manželských záležitostí“ (The State Should Get Out of the Marriage Business) z roku 2004 napsal: „Co kdyby vláda ze záležitosti s udělováním manželských licencí prostě zmizela? (Stejně jako od licencí na stříhání vlasů, řízení taxíků, otevírání firem nebo vykonávání povolání.) Nechte manželství nestátním institucím: církvím, synagogám, mešitám a jiným náboženským společnostem nebo soukromým institucím.“
Profesor práva Colin P. A. Jones v článku „Návrh pro manželství: proč neprivatizovat?“ (Marriage Proposal: Why Not Privatize?) z roku 2006 píše: „V rámci jistých zákonných omezení mají obchodníci už dlouho svobodu uzavírat jakékoli druhy partnerství, které považují za odpovídající jejich potřebám. Proč neumožnit totéž pro manželství, což je partnerství založené na jednom z nejstarších typů smluvních vztahů?“
Liberální feministka Naomi Wolfová v článku pro The Sunday Times v roce 2009 napsala: „Ať se stát klidí i z manželského svazku. Bez ohledu na šaty a kytky je manželství obchodní smlouva. Ženy to obvykle nechápou, dokud jim to neomlátí o hlavu při rozvodu. Vezměme si příklad od našich gay a lesbických přátel, kteří, aniž by stát schvaloval jejich manželství, často vytvářejí domácí partnerství s jasnými podmínkami finanční autonomie a jednoty. Heterosexuální paralela: oslavte svatbu s náboženskou nebo emocionální ceremonií – stát ať se do toho neplete – a uzavřete smlouvu o obchodním a domácím partnerství, která pár právně spojí.“
Ekonom a nositel Nobelovy pamětní ceny za ekonomii Gary Stanley Becker, řekl: „Jsou-li povinnosti manželů stanoveny svatební smlouvou, je sotva nějaký důvod, proč by se soudy měly zapojovat do manželství tak, jak je tomu nyní.“
Novinář Michael Kinsley v eseji „Zrušte manželství: ať vláda vypadne z našich ložnic“ (Abolish Marriage: Let's Really Get the Government out of Our Bedrooms) zdůrazňuje výhodnost privatizace manželství pro řešení kontroverzí týkajících se stejnopohlavního manželství: „Kdyby bylo manželství zcela soukromá záležitost, všechny spory o stejnopohlavní manželství by rázem pozbyly smyslu. Stejnopohlavní manželství by nemělo oficiální schválení vlády, ale to by nemělo ani různopohlavní manželství. Mezi oběma by oficiálně byla rovnost, což je to, co gayové chtějí a na co mají právo. A pokud je druhá strana upřímná, když říká, že je nezajímá, co druzí lidé dělají v soukromí, ale vládní uznání homosexuálního ‚životního stylu‘ a ‚agendy‘, zmizí i tento problém.“
Také český sociolog Marek Loužek zastává názor, že civilní manželství historicky vzniklo jako pokus státu narušit monopol církví na uzavírání manželství, samo o sobě však nemá žádné opodstatnění. „Nejen sňatky dvou osob stejného pohlaví, ale civilní sňatky na radnici jako takové jsou omylem. Uzavírání manželství by mělo příslušet pouze soukromým subjektům (církvím, advokátním kancelářím apod.). Zda tyto subjekty umožní manželství i lidem stejného pohlaví, záleží na nich. Státu do toho vůbec nic není.“

## Argumenty proti
Argumentace proti privatizaci manželství, pocházející převážně od některých konzervativců, vychází z toho, že je manželství považováno za veřejný zájem, o který stát musí pečovat, což by mu privatizace údajně neumožnila. Privatizace manželství by podle nich také mohla zkomplikovat poskytování sociálních výhod, které jsou s manželstvím spojené (v českém prostředí například vdovský a vdovecký důchod). Upozorňují také na to, že privatizace manželství (což její zastánci připouštějí) by znamenala faktickou legalizaci některých dosud kontroverzních forem partnerských vztahů, jako je polygamie či polyamorie.
Konzervativní evangelikální baptistický teolog Albert Mohler privatizaci manželství kritizuje z toho důvodu, že „trh ne vždy podporuje morální chování a nevede k němu“ a takový návrh by „[zničil] manželství jako veřejnou instituci“.
Podle konzervativního právního vědce Roberta P. George z Princetonské univerzity hraje manželství důležitou kulturní roli v tom, aby vychovávalo řádné občany. Podle něj je „[r]odina vybudovaná na manželství a vláda – stát – má hluboký zájem na integritě a blahu manželství a odepsat je jako úkon s čistě náboženským významem a nikoli instituci a úkon s hlubokým významem veřejným by byla strašlivá chyba“.
Stejný názor zastává Jennifer Morse z konzervativního think-tanku Witherspoon Institute, která je toho názoru, že pokud by mohl doslova kdokoli definovat manželství, jakkoli uzná za vhodné, stát by ztratil možnost dostatečně zabezpečit nejlepší zájem dětí.
Konzervativec Stanley Kurtz v článku pro National Review uvádí, že privatizace manželství by byla „katastrofou“ a že vláda by stále musela rozhodovat, „jaké druhy privatizovaných svazků by měly nárok na státní benefity… v rámci privatizovaného modelu“. Upozorňuje také na to, že stát by i nadále musel řešit, jak přistupovat k manželstvím polygamním, polyamorním a incestním, a také k účelovým manželstvím k získání sociálních výhod.